# Danh sách cầu thủ tham dự Giải vô địch bóng đá Đông Nam Á 1998
Đây là các đội hình tham dự Giải vô địch bóng đá Đông Nam Á 1998, tổ chức bởi Việt Nam, diễn ra từ 26 tháng 8 đến 5 tháng 9 năm 1998.  Tuổi của cầu thủ được tính đến ngày khai mạc giải đấu (26 tháng 8 năm 1998).

## Bảng A

### Thái Lan
Huấn luyện viên: Withaya Laohakul
| Số | Vt | Cầu thủ                    | Ngày sinh (tuổi)            | Số trận | Câu lạc bộ                 |
| -- | -- | -------------------------- | --------------------------- | ------- | -------------------------- |
|    | TM | Kittisak Rawangpa          | 3 tháng 1, 1975 (23 tuổi)   |         | Sinthana                   |
|    | TM | Sarawut Kambua             |                             |         | Krung Thai Bank            |
|    | HV | Natee Thongsookkaew        | 9 tháng 12, 1966 (31 tuổi)  |         | Royal Thai Police          |
| 21 | HV | Kovid Foythong             | 20 tháng 4, 1974 (24 tuổi)  |         |                            |
| 2  | HV | Kritsada Piandit           |                             |         | TOT                        |
|    | HV | Surachai Jirasirichote     | 13 tháng 10, 1970 (27 tuổi) |         | Sinthana                   |
|    | HV | Choketawee Promrut         | 16 tháng 3, 1975 (23 tuổi)  |         | Thai Farmers Bank          |
| 19 | HV | Niweat Siriwong            | 18 tháng 7, 1977 (21 tuổi)  |         | Sinthana                   |
| 6  | TV | Sanor Longsawang           | 2 tháng 12, 1971 (26 tuổi)  |         | Thai Farmers Bank          |
| 8  | TV | Therdsak Chaiman           | 29 tháng 9, 1973 (24 tuổi)  |         | Rajnavy                    |
|    | TV | Sunai Jaidee               |                             |         | Royal Thai Airforce        |
|    | TV | Songserm Maperm            |                             |         | Royal Thai Airforce        |
|    | TĐ | Ronnachai Sayomchai        |                             |         | Thai port                  |
|    | TĐ | Worrawoot Srimaka          | 8 tháng 12, 1971 (26 tuổi)  |         | BEC Tero Sasana            |
| 12 | TĐ | Surachai Jaturapattarapong | 20 tháng 11, 1969 (28 tuổi) |         | Stock Exchange of Thái Lan |
|    | TĐ | Chaichan Kiewsen           |                             |         | Rajnavy                    |
|    | TĐ | Kiarung Threjagsang        |                             |         | Bangkok Bank FC            |
|    | TV | Anan Punsang               |                             |         | Sinthana                   |

### Indonesia
Huấn luyện viên: Rusdy Bahalwan
| Số | Vt | Cầu thủ                | Ngày sinh (tuổi)            | Số trận | Câu lạc bộ         |
| -- | -- | ---------------------- | --------------------------- | ------- | ------------------ |
| 1  | TM | Kurnia Sandi           | 24 tháng 8, 1975 (23 tuổi)  |         | Pelita Bakrie      |
| 2  | HV | Anang Ma'ruf           | 18 tháng 5, 1976 (22 tuổi)  |         | Persebaya Surabaya |
| 3  | HV | Aji Santoso            | 6 tháng 4, 1970 (28 tuổi)   |         | Persebaya Surabaya |
| 4  | HV | Hartono                | 18 tháng 3, 1970 (28 tuổi)  |         | Persebaya Surabaya |
| 5  | HV | Sugiantoro             | 2 tháng 4, 1977 (21 tuổi)   |         | Persebaya Surabaya |
| 6  | HV | Mursyid Effendi        | 23 tháng 4, 1972 (26 tuổi)  |         | Persebaya Surabaya |
| 7  | TĐ | Widodo Putro           | 8 tháng 11, 1970 (27 tuổi)  |         | Persija Jakarta    |
| 8  | TV | Imam Riyadi            | 7 tháng 12, 1974 (23 tuổi)  |         | Persib Bandung     |
| 9  | TĐ | Miro Baldo Bento       | 4 tháng 6, 1975 (23 tuổi)   |         | Persija Jakarta    |
| 10 | TĐ | Kurniawan Dwi Yulianto | 13 tháng 7, 1976 (22 tuổi)  |         | Pelita Bakrie      |
| 11 | TV | Bima Sakti             | 23 tháng 1, 1976 (22 tuổi)  |         | Pelita Bakrie      |
| 12 | HV | Alexander Pulalo       | 8 tháng 5, 1973 (25 tuổi)   |         | Pelita Bakrie      |
| 13 | TV | Kuncoro                | 7 tháng 3, 1973 (25 tuổi)   |         |                    |
| 14 | TV | Eri Irianto            |                             |         | Persebaya Surabaya |
| 15 | TV | Uston Nawawi           | 6 tháng 9, 1977 (20 tuổi)   |         | Persebaya Surabaya |
| 16 | TĐ | Yusuf Ekodono          | 16 tháng 4, 1967 (31 tuổi)  |         | Persebaya Surabaya |
| 17 | HV | Khairil Anwar Ohorella | 28 tháng 10, 1974 (23 tuổi) |         | Persebaya Surabaya |
| 18 | TV | Jatmiko                |                             |         | Persebaya Surabaya |
| 19 | HV | Nur'alim               | 27 tháng 12, 1973 (24 tuổi) |         | Persija Jakarta    |
| 20 | TM | Hendro Kartiko         | 24 tháng 4, 1973 (25 tuổi)  |         | Persebaya Surabaya |
| -  | TM | M. Halim               |                             |         | PSMS Medan         |
| -  | TĐ | Rochy Poetiray         |                             |         | -                  |

### Myanmar
Huấn luyện viên:  Aye Maung
| Số | Vt | Cầu thủ              | Ngày sinh (tuổi)            | Số trận | Câu lạc bộ          |
| -- | -- | -------------------- | --------------------------- | ------- | ------------------- |
| 1  | TM | San Htwe             | 27 tháng 9, 1969 (28 tuổi)  |         |                     |
| 2  | HV | Min Thu              | 2 tháng 6, 1979 (19 tuổi)   |         |                     |
| 3  | HV | Min Aung             | 8 tháng 1, 1977 (21 tuổi)   |         |                     |
| 4  | HV | San Lwin             | 24 tháng 1, 1973 (25 tuổi)  |         |                     |
| 5  | HV | Thet Khine           | 1971                        |         |                     |
| 6  | TV | Maung Gyi            | 1977                        |         |                     |
| 7  | HV | Tun Soe              | 1967                        |         |                     |
| 8  | TV | Maung Htay           | 4 tháng 3, 1976 (22 tuổi)   |         |                     |
| 9  | TĐ | Myo Hlaing Win       | 26 tháng 7, 1973 (25 tuổi)  |         |                     |
| 10 | TĐ | Aung Khine           | 29 tháng 8, 1973 (24 tuổi)  |         |                     |
| 11 | TV | Myint Htwe           |                             |         |                     |
| 12 | TV | Maung Than           | 6 tháng 4, 1973 (25 tuổi)   |         |                     |
| 13 | TV | Zaw Bar              | 1970                        |         |                     |
| 14 | TĐ | Soe Myat Min         | 19 tháng 7, 1982 (16 tuổi)  |         | Finance and Revenue |
| 15 | HV | Moe Kyaw Thu         | 1972                        |         |                     |
| 16 | TĐ | Win Htike            | 1982                        |         |                     |
| 17 | HV | Myat Min Oo          | 1982                        |         |                     |
| 18 | TM | Zaw Myo Latt         | 3 tháng 7, 1979 (19 tuổi)   |         |                     |
| 19 |    | Tun Nadar Oo         | 1983                        |         |                     |
| 20 | HV | Zaw Lin Tun          | 20 tháng 10, 1982 (15 tuổi) |         |                     |
| 21 | TV | Tint Naing Tun Thein | 22 tháng 5, 1983 (15 tuổi)  |         |                     |
| 22 | TM | Myat Than Oo         | 1975                        |         |                     |

### Philippines
Huấn luyện viên:  Juan Cutillas
| Số | Vt | Cầu thủ                | Ngày sinh (tuổi)            | Số trận | Câu lạc bộ             |
| -- | -- | ---------------------- | --------------------------- | ------- | ---------------------- |
|    | TM | Melo Šabacan           | 10 tháng 5, 1969 (29 tuổi)  |         |                        |
|    | TM | Edmundo Mercado        | 7 tháng 6, 1974 (24 tuổi)   |         |                        |
|    | HV | Raymund Tonog          | 9 tháng 5, 1971 (27 tuổi)   |         |                        |
|    | HV | Ziggy Tonog            | 16 tháng 7, 1976 (22 tuổi)  |         |                        |
|    | HV | Gil Talavera           | 7 tháng 12, 1972 (25 tuổi)  |         |                        |
|    | HV | Loreto Kalalang        | 24 tháng 8, 1974 (24 tuổi)  |         | Philippine Navy        |
|    | HV | Judy Suluria           | 11 tháng 12, 1970 (27 tuổi) |         |                        |
|    | TV | Troy Fegidero          | 27 tháng 10, 1975 (22 tuổi) |         |                        |
|    | TV | Norman Fegidero        | 28 tháng 1, 1970 (28 tuổi)  |         |                        |
|    | TV | Marlon Pinero          | 10 tháng 1, 1972 (26 tuổi)  |         |                        |
|    | TĐ | Alfredo Razon Gonzalez | 1 tháng 10, 1978 (19 tuổi)  |         | Colegio de San Agustin |
|    | TĐ | Yanti Bersales         | 6 tháng 2, 1973 (25 tuổi)   |         |                        |
|    |    | Florante Altivo        | 11 tháng 7, 1971 (27 tuổi)  |         |                        |
|    |    | Jeofrey Lobaton        | 10 tháng 9, 1975 (22 tuổi)  |         |                        |
|    |    | Vicente Rosell         | 4 tháng 7, 1967 (31 tuổi)   |         |                        |
|    |    | Randy Valbuena         |                             |         |                        |
|    |    | Lyndon Zamora          |                             |         |                        |

## Bảng B

### Singapore
Huấn luyện viên:  Barry Whitbread
| Số | Vt | Cầu thủ             | Ngày sinh (tuổi)            | Số trận | Câu lạc bộ |
| -- | -- | ------------------- | --------------------------- | ------- | ---------- |
| 1  | TM | Rezal Hassan        | 14 tháng 2, 1974 (24 tuổi)  |         |            |
| 2  | HV | Dzulkifli Jumadi    |                             |         |            |
| 3  | TV | Rafi Ali            | 11 tháng 12, 1972 (25 tuổi) |         |            |
| 5  | HV | Aide Iskandar       | 28 tháng 5, 1975 (23 tuổi)  |         |            |
| 6  | HV | S. Subramani        | 5 tháng 8, 1972 (26 tuổi)   |         |            |
| 7  | TV | Samawira Basri      | 2 tháng 9, 1972 (25 tuổi)   |         |            |
| 9  | TĐ | Ahmad Latiff        | 29 tháng 5, 1979 (19 tuổi)  |         |            |
| 10 | TV | Basri Halis         |                             |         |            |
| 11 | TV | Hafizat Jauharmi    |                             |         |            |
| 12 | TV | Zulkarnaen Zainal   | 1 tháng 10, 1973 (24 tuổi)  |         |            |
| 13 | TV | R. Sasi Kumar       | 15 tháng 3, 1975 (23 tuổi)  |         |            |
| 14 | HV | Lim Soon Seng       | 2 tháng 12, 1976 (21 tuổi)  |         |            |
| 15 | TV | Nazri Nasir         | 17 tháng 1, 1971 (27 tuổi)  |         |            |
| 16 | HV | Kadir Yahaya        | 15 tháng 2, 1968 (30 tuổi)  |         |            |
| 17 | HV | Mohd Noor Ali       | 16 tháng 5, 1975 (23 tuổi)  |         |            |
| 18 | TĐ | Nahar Daud          |                             |         |            |
| 19 | TV | Gusta Guzarishah    | 29 tháng 4, 1976 (22 tuổi)  |         |            |
| 22 | TM | Bashir Khan         |                             |         |            |
| 23 | TĐ | Joseph Pragasam     |                             |         |            |
| 25 | TV | Rudy Khairon Daiman |                             |         |            |

### Việt Nam
Huấn luyện viên:  Alfred Riedl
| Số | Vt | Cầu thủ            | Ngày sinh (tuổi)            | Số trận | Câu lạc bộ              |
| -- | -- | ------------------ | --------------------------- | ------- | ----------------------- |
| 1  | TM | Trần Tiến Anh      | 12 tháng 8, 1972 (26 tuổi)  |         | Thể Công                |
| 3  | HV | Nguyễn Thiện Quang | 13 tháng 3, 1970 (28 tuổi)  |         | Công an TP. Hồ Chí Minh |
| 4  | HV | Nguyễn Hữu Thắng   | 1972                        |         | Sông Lam Nghệ An        |
| 5  | HV | Đỗ Mạnh Dũng       | 1970                        |         | Thể Công                |
| 6  | HV | Nguyễn Đức Thắng   | 28 tháng 5, 1976 (22 tuổi)  |         | Thể Công                |
| 7  | HV | Đỗ Khải            | 1 tháng 4, 1974 (24 tuổi)   |         | Hải Quan                |
| 8  | TV | Nguyễn Hồng Sơn    | 9 tháng 10, 1970 (27 tuổi)  |         | Thể Công                |
| 9  | TĐ | Văn Sỹ Hùng        | 1 tháng 9, 1970 (27 tuổi)   |         | Sông Lam Nghệ An        |
| 10 | TĐ | Lê Huỳnh Đức       | 20 tháng 4, 1972 (26 tuổi)  |         | Công an TP. Hồ Chí Minh |
| 11 | TV | Nguyễn Văn Sỹ      | 21 tháng 11, 1971 (26 tuổi) |         | Nam Định                |
| 12 | TM | Nguyễn Văn Phụng   | 12 tháng 2, 1968 (30 tuổi)  |         | Cảng Sài Gòn            |
| 14 | TĐ | Nguyễn Văn Dũng    | 23 tháng 11, 1963 (34 tuổi) |         | Nam Định                |
| 15 | TV | Phùng Thanh Phương | 30 tháng 3, 1978 (20 tuổi)  |         | Công an TP. Hồ Chí Minh |
| 17 | TV | Triệu Quang Hà     | 3 tháng 9, 1975 (22 tuổi)   |         | Thể Công                |
| 18 | TV | Vũ Minh Hiếu       | 11 tháng 6, 1972 (26 tuổi)  |         | Công an Hà Nội          |
| 19 | TV | Trương Việt Hoàng  | 9 tháng 12, 1975 (22 tuổi)  |         | Thể Công                |
| 20 | HV | Trần Công Minh (c) | 1 tháng 9, 1970 (27 tuổi)   |         | Đồng Tháp               |
| 24 | TĐ | Nguyễn Tuấn Thành  | 1976                        |         | Công an Hà Nội          |

### Malaysia
Huấn luyện viên:  Hatem Souisi
| Số | Vt | Cầu thủ                          | Ngày sinh (tuổi)            | Số trận | Câu lạc bộ      |
| -- | -- | -------------------------------- | --------------------------- | ------- | --------------- |
|    | TM | Azmin Azram Abdul Aziz           | 1 tháng 4, 1976 (22 tuổi)   |         | Kuala Lumpur FA |
|    | TM | Jamsari Sabian                   | 8 tháng 9, 1978 (19 tuổi)   |         | Malaysia        |
|    | TM | Kamarulzaman Hassan              | 17 tháng 1, 1979 (19 tuổi)  |         | Malaysia        |
|    | TM | Mohd Sany Muhammad Fahmi         | 13 tháng 8, 1978 (20 tuổi)  |         | Johor FA        |
|    | HV | Yuzaiman Zahari                  | 19 tháng 10, 1978 (19 tuổi) |         | Malaysia        |
|    | HV | Chow Chee Weng                   | 21 tháng 5, 1977 (21 tuổi)  |         | Olympic 2000    |
|    | HV | Jalaluddin Jaafar                | 1 tháng 1, 1975 (23 tuổi)   |         | Pahang FA       |
|    | HV | Abdul Ghani Malik                | 25 tháng 5, 1972 (26 tuổi)  |         | Kuala Lumpur FA |
|    | HV | V. Thinagaran                    |                             |         | Perlis FA       |
|    | TV | Dass Gregory Kolopis             | 1 tháng 2, 1977 (21 tuổi)   |         | Malaysia        |
|    | TV | Tengku Hazman Raja Hassan        | 6 tháng 3, 1977 (21 tuổi)   |         | Malaysia        |
|    | TV | K. Sambagamaran                  |                             |         | Selangor FA     |
|    | HV | Mohd Khairun Haled Masrom        | 4 tháng 6, 1977 (21 tuổi)   |         | Malaysia        |
|    | TV | M. Gopalan                       |                             |         | Malaysia        |
|    | TV | Roslee Md Derus                  |                             |         | Malaysia        |
|    | TV | Nik Ahmad Fadly Nik Leh          | 28 tháng 5, 1977 (21 tuổi)  |         | Malaysia        |
|    | TV | Moey Kok Hong                    |                             |         | Penang FA       |
|    | TĐ | Muhamad Khalid Jamlus            | 23 tháng 2, 1977 (21 tuổi)  |         | Malaysia        |
|    | TĐ | Mior Norshamsul Kamal Mior Azizi |                             |         | Kuala Lumpur FA |
|    | TĐ | Azmi Mohamad                     |                             |         | Johor FA        |
|    | HV | S. Jayaprakash                   | 24 tháng 2, 1979 (19 tuổi)  |         | Malaysia        |
|    | TĐ | Mohd Rafdi Abdul Rashid          | 21 tháng 1, 1977 (21 tuổi)  | 0       | Kedah FA        |
|    | HV | Johnny Joseph                    |                             |         | Malaysia        |

### Lào
Huấn luyện viên: Songphu Phongsa
| Số | Vt | Cầu thủ                  | Ngày sinh (tuổi)            | Số trận | Câu lạc bộ |
| -- | -- | ------------------------ | --------------------------- | ------- | ---------- |
| 1  | TM | Soulivanh Xenvilay       | 14 tháng 3, 1963 (35 tuổi)  |         |            |
| 2  | HV | Khamsay Chantavong       | 28 tháng 3, 1972 (26 tuổi)  |         |            |
| 3  | HV | Phonepadith Xayavong     | 1 tháng 3, 1972 (26 tuổi)   |         |            |
| 4  | HV | Vilayphone Xayavong      | 4 tháng 9, 1973 (24 tuổi)   |         |            |
| 5  | TV | Chalana Luang-Amath      | 10 tháng 5, 1972 (26 tuổi)  |         |            |
| 6  | TV | Kholadeth Phonephachan   | 20 tháng 10, 1980 (17 tuổi) |         |            |
| 7  |    | Khanthilath Phalangthong |                             |         |            |
| 8  |    | Bounmy Thamavongsa       | 22 tháng 12, 1971 (26 tuổi) |         |            |
| 9  | TĐ | Bounlap Khenkitisack     | 19 tháng 6, 1966 (32 tuổi)  |         |            |
| 10 |    | Bousokvanh Bounlanh      |                             |         |            |
| 11 | TV | Sonesavanh Insisengway   | 28 tháng 6, 1969 (29 tuổi)  |         |            |
| 12 |    | Keodala Somsack          |                             |         |            |
| 13 | TĐ | Keolakhone Channiphone   | 10 tháng 1, 1970 (28 tuổi)  |         |            |
| 14 |    | Lovankham Maykhen        |                             |         |            |
| 15 | TV | Khonesavanh Homsombath   | 23 tháng 10, 1972 (25 tuổi) |         |            |
| 16 | TĐ | Soubinh Keophet          | 20 tháng 1, 1981 (17 tuổi)  |         |            |
| 17 | TM | Douangdala Somsack       | 24 tháng 4, 1980 (18 tuổi)  |         |            |
| 18 | HV | Ananh Thepsouvanh        | 21 tháng 10, 1981 (16 tuổi) |         |            |